# Suèves

Répartition des peuples germaniques au

Les Suèves (Suevi ou Suebi en latin) sont un groupe de peuples germaniques mentionnés pour la première fois par César durant la Guerre des Gaules lors de ses affrontements avec Arioviste en 58 av. J.-C. Ils participent aux grandes invasions de la fin de l'Empire romain et laissent de nombreuses empreintes géohistoriques, notamment  dans la région d'Allemagne, qui aujourd'hui encore porte leur nom, la Souabe.

## Généralités
Tacite, dans sa Germanie, 39, témoigne que les Semnons passaient pour la souche du peuple suève : vetustissimi Sueborum.
Les études ethnonymiques, toponymiques et hydronymiques permettent aujourd'hui d'établir une présence vaste et diffuse en Europe centrale, en Europe de l'est et dans une moindre mesure en Europe de l'ouest, de l'ensemble des peuples suèves au cours de la période antique.
En latin, Suebi, Suabi ou Suevi fait référence à un groupe germanique établi dans le nord-est de la Magna Germania sur la mer Baltique, elle-même portant le nom homonyme de Mare Suebicum. Ptolémée (vers 100, † environ 175) dans sa Géographie, localise les rivières actuelles, la Dziwna (en allemand moderne Dievenow, en polonais Świna [ɕfiːna])  et le fleuve Suebos (grec Συήβος, Suevus en latin classique, Viadrus en néolatin, devenu Oddera ou Odera en latin médiéval, et aujourd'hui l'Oder). Ainsi, le nom tribal des Suebi peut se laisser interpréter comme provenant de la zone de peuplement d'origine en tant que « peuple de l'Oder » ou encore le nom de la rivière Suevus comme le nom du fleuve des Suèves.
L'étymologie de l'ethnonyme « Suèves » se forme sur la racine indo-européenne « *s(w)e-bh(o)- », qui est aussi à l'origine du mot germanique sibja « parenté de sang » , transcrit en anglais en sib et sibling.
Les sources antiques perdent leur trace au IIe siècle avant notre ère, avant que ne réapparaisse leur nom dans des sources plus tardives. Durant les invasions barbares, leur migration suit celle des Vandales, une partie d'entre eux traverse la Gaule jusqu'en Espagne et fonde un royaume suève dans l'actuelle Galice qui perdura de 410 à 584 avant d'être absorbé dans le royaume wisigoth.

## Suèves selon César
En 58 av. J.-C., dans une bataille sur le Rhin, César défait les Suèves, qui, conduits par Arioviste, avaient pénétré en Gaule. Dans ses rapports, il conçoit comme Suèves les peuples germaniques habitant à l'est des Ubiens et des Sicambres et indique qu'ils comptaient 100 groupes avec 1 000 hommes capables de combattre, mais qui se seraient retirés, lors de sa traversée du Rhin, vers la forêt de Bacenis (le massif d'Allemagne centrale, qui, selon César sépare les Suèves des Chérusques). Cette localisation est néanmoins considérée comme incertaine. En effet, ils n'auraient pas connu de résidence fixe, mais au contraire, se seraient déplacés chaque année, dans le cadre de campagnes armées. La taille de l'alliance tribale suève était probablement due, dans la majorité des cas, à l'intégration d'autres tribus attirées par la gloire des Suèves à la guerre.
Selon les sources archéologiques, on observe des colonies tout à fait permanentes au nord du Main, et le long de celui-ci. De même, les oppida celtiques ont été occupés dans la région, peu de temps après l'immigration germanique. Ces prétendus Suèves du Main, qui furent en 9/10 av. J.-C. soumis par Drusus, seraient, d'après les fouilles archéologiques, un mélange de peuples germaniques du Rhin-Weser et de peuples germaniques de l'Elbe.

## Suèves du Neckar

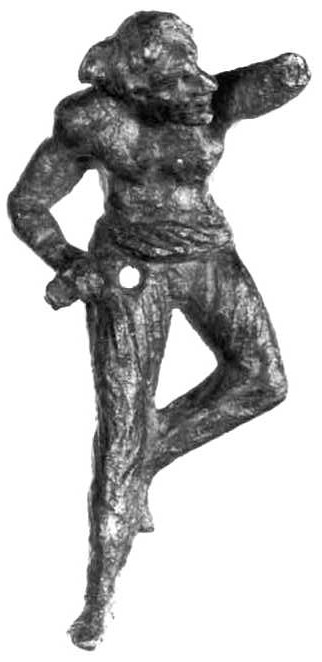
Statuette romaine représentant un homme suève trouvée à Apt, France.

Selon des inscriptions trouvées, des Suèves Nicrenses (Suèves du Neckar) auraient vécu, sous la domination romaine, dans la région de Lopodunum (aujourd'hui Ladenburg) aux Ier et IIe siècles apr. J.-C. La Civitas Ulpia Sueborum Nicretum, qui se trouvait près de Ladenburg, devait son nom à ces peuples suèves. Il s'agit probablement de groupes demeurés sur place après l'expulsion de 58 av. J.-C., ou encore de colons, voire d'autres peuples déportés là. Dans une carte routière romaine de l'Antiquité tardive, la Tabula Peutingeriana, on trouve également, entre Alamannia et les Burcturi (= Bructères), le nom Suevia, qui est probablement lié aux Suèves du Neckar.

## Romanisation et germanisation
Il ne resterait rien du peuple suève si l'un des acteurs majeurs, la légion d'occupation, ne l'avait, par intérêt à long terme, protégé de la déportation massive, voire d'une mise en esclavage. L'armée romaine avait besoin d'auxiliaires, de serviteurs connaissant bien le terrain, de manière à faciliter son implantation au nord du Danube et de la Forêt-Noire (dans l'est de l'actuel Land du Bade-Wurtemberg).
Mieux, l'embryon de cadastre et les voies que l'armée romaine élabore, permettent de fixer les toponymes suèves. Les Suèves éleveurs sont tolérés dans les réserves forestières des vastes domaines romanisés. La culture suève ne conserve sur ses territoires d'origine qu'une dimension agropastorale, ce qui explique la profonde continuité de la délimitation de l'espace souabe.
La germanisation des abords du limes se renforce brusquement au début du IIIe siècle. Les infiltrations se multiplient, et en particulier des bandes de Suèves nordiques visitent leurs anciennes terres ou parfois s'infiltrent plus loin vers le Sud et l'Ouest. Le pouvoir romain doit composer. Il prend les meilleurs éléments à son service et achète la paix au moyen de sommes d'argent, de biens matériels divers (vaisselle en bronze ou en or ; objets de culte importés), de promotions hiérarchiques et de prestige militaire, ainsi que par la promesse de recrutement massif auprès des pouvoirs d'assemblée germanique. Les troupes indisciplinées de Suèves doivent se plier à un recrutement militaire, à moins de se voir isolées et vaincues, les survivants, casés dans des contrées dépeuplées à l'état de lètes ou lœti. Des inscriptions épigraphiques Loeti gentiles Suevi en Belgica prima et secunda, mais aussi au Mans et à Clermont en Auvergne témoignent de cette dispersion,.
L'Allemagne du Sud devient la terre des Alamans au moment où les cités bien vivantes se réinventent un passé suève ou celte pour affirmer une identité originale.

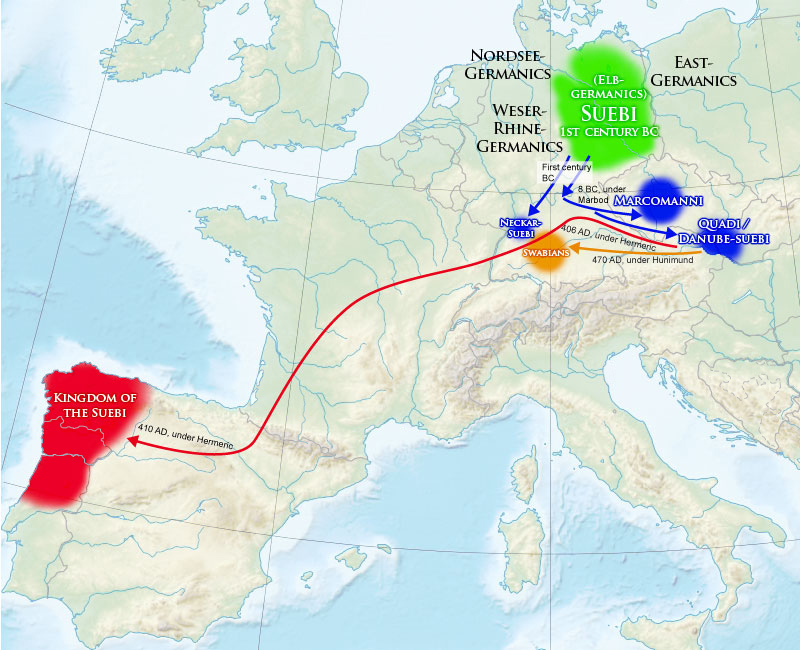
Migrations suèves en Europe

## Migrations germaniques et royaume suève

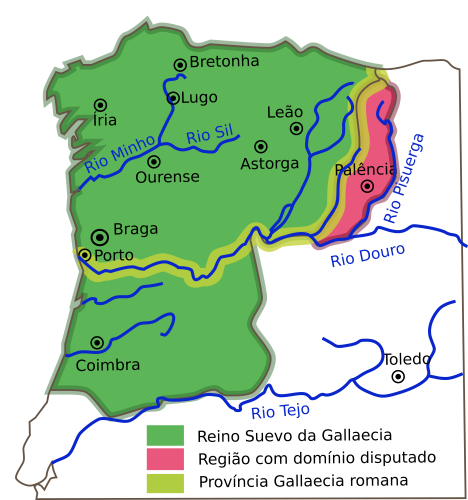
Carte du royaume suève de Galice indiquant la localisation de Braga où il reste des vestiges archéologiques des Suèves.
: limites de la province romaine
: région ayant changé d'autorité
: limites du royaume.

Un fort contingent de Suèves suit le parti politique des Vandales qui franchissent le Rhin, gelé en 406, pour traverser la Gaule de part en part, vers les terres méditerranéennes. Les armées itinérantes sont refoulées dans la péninsule Ibérique. Elles se querellent pour la suprématie ; le parti suève est écrasé par les Vandales à Mérida en 428-429.
Les Suèves indésirables sont pourchassés et ils s'enfuient vers le nord-ouest de l'Espagne, trouvant des hôtes amicaux dans la forêt de Galice. Il semble que les Suèves, pourtant germanisés n'aient pas perdu la langue et les rituels celtiques, facilitant leurs assimilations aux populations celtibères autochtones[réf. nécessaire]. Mieux, ils en deviennent indélogeables, et lancent des expéditions guerrières réussies en Lusitanie et en Bétique. Le roi suève Réchiaire adopte la religion chrétienne du peuple galicien vers 448. Son royaume stable est toléré par les souverains wisigoths, avant d'être annexé en 585. Il constitue le premier jalon du royaume de Vieille-Galice, à l'origine du Portugal.

## À l'origine de la Souabe médiévale

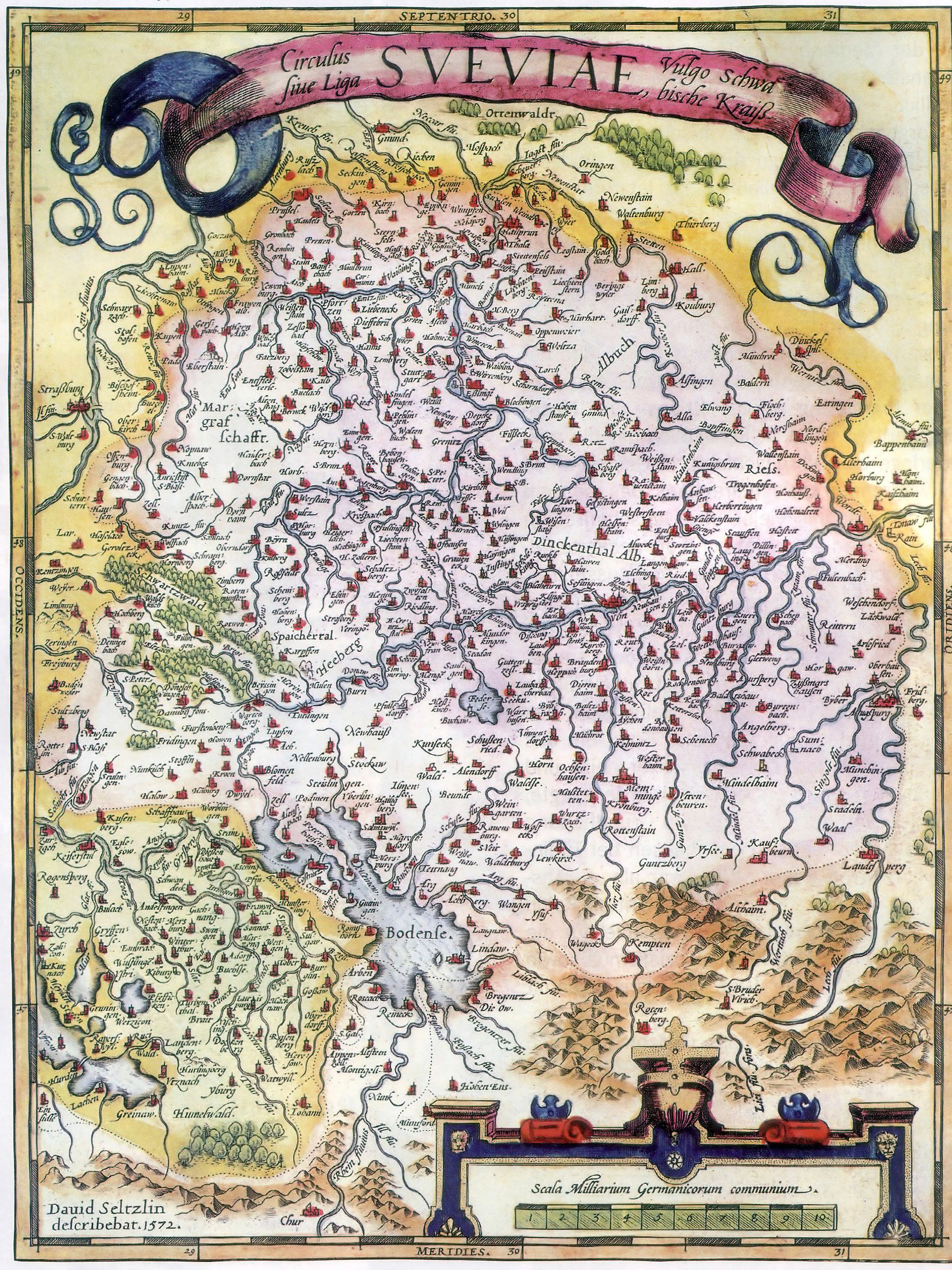
Sveviae en Latin, la Souabe, pays des Suèves.

La Souabe, en allemand Schwaben, désigne une région arrosée par le haut Danube et surtout un duché puis un cercle médiéval du Saint-Empire romain germanique ou Kreise, situés entre la Thuringe au nord et la Suisse alémanique au sud, entre la Forêt-Noire à l'ouest et la Bavière à l'est. Le toponyme dérive du moyen-haut-allemand swãben, datif locatif pluriel du nom ethnique.
Le monde alémanique s'assimile au monde franc au début du VIe siècle. Pendant plus de deux siècles, le duché d'Alémanie mérovingien s'étend, puis se divise et s'émancipe. Il s'étend de l'Alsace aux confins de la Bavière naissante, contrée véritablement marginale, touchée par un vigoureux processus de slavisation au VIIe siècle. Pendant ce temps naît une culture paysanne sédentaire au sein des petits pays souabes. Ces pagi (singulier pagus) en latin ou Gaue(n) (singulier Gau) en langue germanique sont localisés à l'aide des principaux noms de rivières et de relief, accolés au génitif.
En 746, Pépin le Bref reprend en main l'Alémanie. Si quelques familles de dignitaires carolingiens exhument précocement le nom générique de Souabe, l'accolant à leur nom dynastique ou de responsable officiel de partie du duché, la Souabe n'émergera véritablement qu'au Xe siècle pour désigner une entité ducale quasi-autonome, au sein d'une Alémanie plus vaste, plus floue et surtout sans cohésion. La croissance démographique paysanne de l'ancienne Alémanie est vigoureuse. La mer souabe est dorénavant synonyme de lac de Constance.

## Territoire originel et ethnogenèse selon les versions de la littérature antique
- Dans La Germanie, Tacite place le territoire originel des Suèves entre Elbe et Oder : «... Les Suèves sont divisés en plusieurs nations dont chacune a conservé son nom, quoiqu'elles reçoivent toutes le nom commun de Suèves... Les Semnones se disent les plus anciens et les plus nobles... Les Lombards trouvent leur sûreté dans les combats et l'audace. Viennent ensuite les Reudignes, les Aviones, les Angles, les Marins, les Eudoses, les Suardones et les Nuithones, tous protégés par des fleuves ou des forêts. Leur usage commun à tous, c'est l'adoration d'Ertha, c'est-à-dire la Terre Mère...»
- Pour Strabon[3]: « Il s'en faut de bien peu que ces montagnes de Germanie atteignent l'immense altitude des Alpes. C'est dans cette partie de la Germanie que s'étend la forêt hercynienne, et que se trouve répandue la nation des Suèves...».
- César décrit les Suèves comme un peuple de pasteurs guerriers se déplaçant dans de vastes forêts et possédant des forteresses, il écrit notamment que «...ce peuple se divisait en cent cantons dont chacun pouvait armer 40 000 combattants...».
- Ptolémée ne regroupe sous la dénomination de Suèves que les Lombards, Semnones et Angles.

Différentes hypothèses ont été formulées pour tenter de concilier les informations collectées, telle que celle faisant porter l'ethnonyme sur l'ensemble des tribus germaniques non sédentarisées ou sur des Germains mêlés de Celtes et Slaves… Le texte de Strabon a proposé des rapprochements toponymiques faisant du Harz le territoire originel des Suèves.
La problématique concernant l'origine ethnique des tribus suèves se pose également par le biais de l'archéologie.

On peut ainsi désigner certaines tribus suèves comme étant germaniques, d'autres celtes ou encore celto-germaniques. Il est notable que des fouilles archéologiques sur le territoire supposé suève, ont détecté et démontré que les rites funéraires (incinération et urne funéraire pour les germains; mise en terre pour les celtes) et les  faciès archéologiques des Suèves sont indubitablement hétérogènes et divergents. De même, concernant l'armement et les boucliers (ovales pour les peuples celtes, ronds pour les peuples germains).
Il en résulte une grande zone d'ombre concernant l'étude de l'ethnogenèse des Suèves. Néanmoins on peut conclure avec certitude qu'ils n'étaient ni entièrement celte, ni entièrement germains.

## Migrations antiques des Suèves selon deux modèles historiques
Poussés sans doute par d'autres peuples migrants, les Suèves quittent la rive orientale de l'Elbe au Ier siècle av. J.-C. Menés par Arioviste, leur migration les conduit aux abords de la Gaule dont Jules César les éloigne en -58. Dès lors, c'est sur la rive orientale du Rhin qu'ils se fixent provisoirement, dans une région dont le toponyme est issu de leur ethnonyme, la Souabe.

- Thèse « gauloise » :

Depuis le début du Ier siècle av. J.-C., l'important peuple gaulois des Séquanes, dont le territoire se situait sur l'actuelle Franche-Comté et le Sud de l'Alsace, s'opposait de plus en plus au peuple éduen. Ce peuple était devenu l'un des plus puissants de Gaule, grâce à son alliance avec Rome, qui l'avait aidé à dépasser le peuple arverne. Les Éduens contrôlaient la navigation sur la Saône et imposaient aux autres Gaulois (dont les Séquanes) de lourds péages. Contraints par les Éduens à l'ouest, les Séquanes allaient l'être aussi par les Germains à l'est. Depuis l'an 72 av. J.-C. des Germains suèves (tribus triboques et némètes) avaient franchi le Rhin vers Mogontiacum (Mayence) et continuaient leur migration vers le nord de l'Alsace. Leur chef était le roi Arioviste. Dans un premier temps, les Séquanes imaginèrent utiliser ces guerriers germains, pour mater leurs adversaires éduens. Pendant les années 65-61, cette coalition suève-séquane (soutenue par les Arvernes) infligea plusieurs défaites aux Éduens, qui perdirent une grande partie de leur cavalerie. Mais, comme prix de cette aide, les Suèves exigèrent d'abord le sud de l'Alsace, puis un tiers du territoire séquane. Ils firent aussi venir d'autres Suèves en Gaule (tribu des Harudes…) et on estime à environ 120 000 le nombre des Germains installés dans l'Est de la Gaule en 60 av. J.-C. Devant les exigences de plus en plus oppressantes d'Arioviste, les Séquanes décidèrent de renverser leurs alliances et de s'unir aux Éduens, pour contrer la poussée germanique. Mais l'armée coalisée gauloise fut écrasée à la bataille de Magetobriga. Après cette très nette victoire, Arioviste exigea un second tiers du pays séquane, la remise d'otages et le paiement de tributs importants. Il se considérait désormais comme le suzerain des peuples éduen et séquane. Désespérés, les Gaulois envoyèrent un émissaire à Rome, l'Éduen Diviciacos, pour implorer l'aide du Sénat romain. La réponse fut longue à venir, près de deux ans (-60 - 58 av.JC).
Il faudra attendre la nomination de Jules César proconsul en Illyrie et en Gaule transalpine, en 58 av. J.-C., pour que six légions romaines (30 000 hommes) viennent repousser les Germains d'Arioviste. Ceux-ci seront finalement écrasés et rejetés outre-Rhin à la bataille de l'Ochsenfeld à l'automne 58.
- Thèse proposée par Raymond Schmittlein :

Les Suèves entreprennent leur migration vers le sud-ouest consécutivement à celle des Cimbres et Teutons, dont la mise en mouvement a modifié la répartition territoriale des populations germaniques du bassin de l'Elbe. Devant la poussée des Suèves, les celtes Boïens, Rauraques, Usipètes, Tenctères et Helvètes, n'ayant pas suivi les Cimbres dans leur migration, se coalisent vers -72. Cette coalition s'interpose devant les Suèves, menés par Arioviste, à Magdebourg (Magetobriga), bataille au terme de laquelle les Celtes sont défaits.
À l'issue de leur défaite, les coalisés celtes se replient vers le sud et le sud-ouest : les Helvètes du Wurtemberg s'installent en Suisse vers -70, les Rauraques de la Ruhr dans le Sundgau… Les Suèves poursuivent leur avancée en Franconie puis en Souabe et atteignent le Rhin en Pays de Bade vers -67/-65. Vers le nord, ils atteignent la région de Cologne, où ils soumettent les Ubiens. En Rhénanie-Palatinat, ils doivent faire face à la résistance des Usipètes et Tenctères, qui, vaincus vers -60, franchissent le Rhin dans les environs de Mayence. Vers -58, les Suèves sont solidement établis à l'ouest du Rhin.

Dans le même temps se déroule en Gaule la guerre entre Éduens et Séquanes. Alliés aux Arvernes, les Séquanes pactisent avec Arioviste pendant que Rome doit mater la révolte des Allobroges en Narbonnaise.

## Grandes migrations et royaume suève
Aux alentours de 400, la Notitia Dignitatum mentionne la présence de lètes suèves en Gaule, c'est-à-dire des prisonniers de guerre réinstallés comme colons sur les terres de l'empire.
Les Suèves participent aux grandes migrations européennes de 406. Après un périple en Gaule, les Suèves franchissent les Pyrénées en 409 et s'établissent dans l'actuelle Galice évacuée par les Vandales. Une fois sédentarisés et devenus peuple fédéré, leur royaume est reconnu par Rome au travers d'un foedus. Le roi Herméric fait de Bracara Augusta (Braga) sa capitale et le royaume perdure de 410 à 584, année de son effondrement devant l'armée du roi wisigoth Léovigild.